# Joseph Förstemann
Joseph Heinrich Gustav Ernst Förstemann (* 12. Februar 1841 in Halle (Saale); † 19. Dezember 1900 in Leipzig) war ein deutscher Bibliothekar und Archivar.

## Leben
Joseph Förstemann wurde als Sohn des Bibliothekars und Historikers Karl Eduard Förstemann geboren. Er studierte klassische Philologie an der Universität Halle und promovierte dort 1863 mit der Dissertation De dialecto Hesiodea zum Dr. phil. Drei Jahre später bestand er die Prüfung für das höhere Schulamt. Schon 1860 bis 1861 ging er im Auftrag von Johann Heinrich Friedrich Karl Witte nach Rom, um dort Dante-Handschriften für ihn zu vergleichen. Von 1864 bis 1866 war Förstemann Hauslehrer bei einer Familie in Aachen.
Im Mai 1866 wurde ihm, mit Unterstützung von Oberbibliothekar Ernst Gotthelf Gersdorf, der mit der Familie Förstemann befreundet war, eine Stelle als Assistent an der Universitätsbibliothek Leipzig vermittelt. 1870 wurde er Kustos, 1875 Bibliothekar und 1881 zweiter Oberbibliothekar an der Leipziger Universitätsbibliothek. 1872 wurde ihm auch vorübergehend die Verwaltung der Pölitzschen Bibliothek, einer Sondersammlung der Leipziger Stadtbibliothek, übertragen. Von 1878 bis 1891 war er außerdem Archivar der königlich sächsischen Akademie der Wissenschaften.
Förstemann erwarb sich große Verdienste beim Neubau und der Ausstattung der Leipziger Universitätsbibliothek (1887–1891). Er organisierte den Umzug der Bücherbestände in 20 Arbeitstagen, für die Aufstellung der rund 500.000 Bestandseinheiten benötigte er nur acht Wochen. Bei der Eröffnung des Neubaus wenige Monate später durfte er den sächsischen König Albert persönlich durch das Gebäude führen. Bereits 1888 erhielt er auf Veranlassung von Friedrich Zarncke den Titel eines königlich sächsischen Hofrats, am Tag der Neueröffnung der Bibliothek wurde Förstemann das Ritterkreuz I. Klasse des Albrechts-Ordens verliehen.
Förstemann edierte die von ihm in den Beständen der Leipziger Universitätsbibliothek wiederentdeckten und als Verlust geführten Novae constitutiones audientiae contradictarum in curia Romana promulgatae a.d. 1375 neu und gab sie 1897 heraus. Sein Hauptwerk, es erschien 1894, war die Bearbeitung des dritten Bandes des Urkundenbuches der Stadt Leipzig, dem ein von ihm erstelltes Orts- und Personenregister für alle drei Bände beigegeben war. Eine weitere wichtige Arbeit von ihm war die Neuausgabe der Erasmusbriefe aus den Beständen der Universitätsbibliothek Leipzig, deren Veröffentlichung 1904 er aber nicht mehr erlebte. Sie erschienen als Reprint 1968 erneut. Seine letzte Arbeit war eine Biographie über Felix König (Rex), den Bibliothekar von Herzog Albrecht von Preußen.
Joseph Förstemann starb am 19. Dezember 1900, im Alter von 59 Jahren, in Leipzig an einem Herzleiden.

## Veröffentlichungen (Auswahl)
- De dialecto Hesiodea. Dissertationsschrift, Halle 1863 (Digitalisat).
- Urkundenbuch der Stadt Leipzig. Band 3, als Herausgeber, Leipzig 1894.
- Fragment aus einem Stadtbuch der Altstadt Bernburg. 1401–1420. Halle 1897.
- Novae constitutiones audientiae contradictarum in curia Romana promulgatae a. D. 1375. Leipzig 1897.
- Felix König (Rex) Polyphemus, erster Bibliothekar des Herzogs Albrecht von Preussen. Leipzig 1899. (Digitalisat).
- (als Herausgeber) Briefe an Desiderius Erasmus von Rotterdam. Leipzig 1904 (Digitalisat).